# Liste des œuvres d'art de Dijon
Pour un article plus général, voir Liste des œuvres d'art de la Côte-d'Or.
Cet article recense les œuvres d'art dans l'espace public de Dijon, en Côte-d'Or en Bourgogne-Franche-Comté, en France.

## Liste

### Sculptures
| Œuvre                                                 | Auteur                                                                     | Localisation                                          | Notes | Installation | Coordonnées                      | Illustration |
| ----------------------------------------------------- | -------------------------------------------------------------------------- | ----------------------------------------------------- | --- | ------------ | -------------------------------- | --- |
| Anti-Robot                                            | Karel Appel                                                                | Université de Bourgogne, esplanade Erasme             | | 1976         | 47° 18′ 57″ nord, 5° 04′ 01″ est | Image manquante |
| L'Arbre aux chaines                                   | Didier Marcel                                                              | Allée Alfred-Nobel                                    | | 2009         | 47° 21′ 20″ nord, 5° 02′ 40″ est | Image manquante |
| Monument à Henry Bazin                                | Ovide Yencesse                                                             | Place Saint-Michel                                    | Statue fondue en 1942 ; remplacée après la Seconde Guerre mondiale                                                                       | 1922         | 47° 19′ 17″ nord, 5° 02′ 43″ est | Monument à Henry Bazin |
| Buste d'Aloysius Bertrand                             | Marcel Paupion                                                             | Jardin botanique de l'Arquebuse                       | | 1961         | à géolocaliser                   | Image manquante |
| La Bonté                                              | Paul Gasq                                                                  | Hôpital de Champmaillot                               | | 1916         | 47° 19′ 08″ nord, 5° 03′ 21″ est | La Bonté« statue dite "la Bonté" », notice no IM21012384, sur la plateforme ouverte du patrimoine, base Palissy, ministère français de la Culture |
| Bossuet                                               | Paul Gasq, Mathurin Moreau                                                 | Place Bossuet                                         | | ?            | 47° 19′ 13″ nord, 5° 02′ 11″ est | Bossuet |
| Le Champ du feu                                       | Dominique Labauvie                                                         | 13 boulevard Georges-Clemenceau                       | | 1992         | 47° 19′ 40″ nord, 5° 02′ 53″ est | Image manquante |
| Monument Bernard de Clairvaux de Dijon                | François Jouffroy                                                          | Place Saint-Bernard                                   | | 1847         | 47° 19′ 32″ nord, 5° 02′ 20″ est | Bernard de Clairvaux |
| Construction plastique verticale n°101                | Jean Gorin                                                                 | Université de Bourgogne                               | | 1983         | 47° 18′ 53″ nord, 5° 04′ 06″ est | Image manquante |
| Copeaux de trottoir                                   | Christine O'Loughlin                                                       | Place Jean-Bouhey                                     | | 1991         | 47° 19′ 42″ nord, 5° 03′ 03″ est | Image manquante |
| Buste d'Henry Darcy                                   | François Jouffroy                                                          | Jardin Darcy                                          | Fondu en 1942. Remplacé en 1945. | 1858         | 47° 19′ 28″ nord, 5° 01′ 54″ est | Buste d'Henry Darcy |
| Divisionis Mechanica Fossilia Arman                   | Arman                                                                      | IUT de Dijon                                          | | 1976         | 47° 18′ 39″ nord, 5° 04′ 10″ est | Image manquante |
| Faunesse                                              | Eugène Piron                                                               | Jardin botanique de l'Arquebuse                       | | 1906         | à géolocaliser                   | Image manquante |
| Femme au vent                                         | Denis Mondineu                                                             | Place Jacques-Prévert                                 | | 1993         | 47° 18′ 52″ nord, 5° 02′ 06″ est | Image manquante |
| Buste de Giuseppe Garibaldi                           | Victorio Macoratti                                                         | Place Garibaldi                                       | Buste remplaçant depuis 1961 la statue de Garibaldi par Paul Auban détruite en 1942 ; intégré au décor en trompe-l'œil en 1986           | 1961         | 47° 19′ 25″ nord, 5° 02′ 40″ est | Image manquante |
| Hercule terrassant le lion de Némée                   | ?                                                                          | Jardin botanique de l'Arquebuse                       | | ?            | à géolocaliser                   | Hercule terrassant le lion de Némée |
| Improvisations Tellem                                 | Alain Kirili                                                               | Université de Bourgogne, esplanade Erasme             | | 1999         | 47° 18′ 50″ nord, 5° 03′ 56″ est | Image manquante |
| Jardin de poche                                       | Didier Marcel                                                              | 55 rue de la Liberté                                  | | 2012         | 47° 19′ 21″ nord, 5° 02′ 13″ est | Image manquante |
| Monument au chanoine Kir                              | ?                                                                          | Berges du lac Kir                                     | | 1976         | 47° 19′ 38″ nord, 4° 59′ 48″ est | Image manquante |
| Lamppost                                              | Mark Handforth (en)                                                        | Cour Henri-Chabeuf                                    | | 2010         | 47° 19′ 15″ nord, 5° 02′ 38″ est | Image manquante |
| Buste de Bénigne Legouz de Gerland                    | Achille Bouilly                                                            | Jardin botanique de l'Arquebuse                       | | 1833         | 47° 19′ 18″ nord, 5° 01′ 40″ est | Buste de Bénigne Legouz de Gerland |
| Moïse                                                 | copiste du Moïse, non à l'identique, de l'oeuvre de Michelange Michel-Ange | Jardin botanique de l'Arquebuse                       | Copie | ?            | à géolocaliser                   | Moïse |
| Hommage à Jacques Monod                               | Gottfried Honegger                                                         | Université de Bourgogne, esplanade Erasme             | | 1974         | 47° 18′ 53″ nord, 5° 03′ 58″ est | Image manquante |
| Ours blanc (Pompon)                                   | François Pompon (original), Henry Martinet (copie)                         | Jardin Darcy                                          | Reproduction de l'œuvre de François Pompon par Henry Martinet                                                                            | ?            | 47° 19′ 26″ nord, 5° 02′ 00″ est | Ours blanc |
| Philippe le Bon                                       | ?                                                                          | Square des Ducs                                       | | ?            | 47° 19′ 20″ nord, 5° 02′ 32″ est | Image manquante |
| Buste d'Alexis Piron                                  | ?                                                                          | Jardin botanique de l'Arquebuse                       | | ?            | à géolocaliser                   | Buste d'Alexis Piron |
| Monument à Eugène Piron                               | Paul Gasq                                                                  | Jardin Darcy                                          | | 1938         | 47° 19′ 27″ nord, 5° 02′ 00″ est | Monument à Eugène Piron |
| Portrait des élèves du C.E.S. des Lentillères en 1973 | Christian Boltanski                                                        | Collège Les Lentillières                              | | 1973         | 47° 18′ 16″ nord, 5° 03′ 12″ est | Image manquante |
| Victor Proudhon                                       | Léon Breuil                                                                | Bibliothèque municipale, cour intérieure              | Œuvre de Léon Breuil en bronze, initialement érigée dans la cour de l'ancienne école de droit ; fondue en 1942 ; remplacée par une copie | 1892         | 47° 19′ 09″ nord, 5° 02′ 32″ est | Image manquante |
| Jean-Philippe Rameau                                  | Eugène Guillaume                                                           | Place de la Sainte-Chapelle                           | | 1878         | 47° 19′ 18″ nord, 5° 02′ 35″ est | Jean-Philippe Rameau |
| Le Rêve ailé                                          | Robert Rigot                                                               | Port du canal                                         | | 1981         | 47° 18′ 51″ nord, 5° 01′ 41″ est | Image manquante |
| François Rude                                         | Emmanuel Frémiet (original), Pierre Vigoureux (copie)                      | Place Auguste-Dubois                                  | Œuvre d'Emmanuel Frémiet érigée en 1886 ; fondue en 1942 ; copie érigée en 1953                                                          | 1886         | 47° 19′ 31″ nord, 5° 01′ 56″ est | Image manquante |
| Monument à Sadi Carnot (Dijon)                        | Mathurin Moreau, Paul Gasq                                                 | Place de la République                                | | 1899         | 47° 19′ 36″ nord, 5° 02′ 42″ est | Monument à Sadi Carnot |
| Semper virens                                         | Gloria Friedmann                                                           | Place François-Rude                                   | | 2012         | 47° 19′ 19″ nord, 5° 02′ 20″ est | Image manquante |
| Claus Sluter                                          | Henri Bouchard                                                             | Palais des ducs de Bourgogne                          | | 1913         | 47° 19′ 18″ nord, 5° 02′ 32″ est | Image manquante |
| Monument au capitaine Tarron                          | ?                                                                          | Façade du 48 rue Chaudronnerie                        | | 1911         | 47° 19′ 22″ nord, 5° 02′ 43″ est | Image manquante |
| Tente                                                 | Yaacov Agam                                                                | Université de Bourgogne, faculté des sciences Mirande | | 1974         | 47° 18′ 46″ nord, 5° 04′ 20″ est | Image manquante |
| Welcome                                               | Stephen Antonakos                                                          | Université de Bourgogne                               | | 2006         | 47° 18′ 54″ nord, 5° 03′ 56″ est | Image manquante |

### Monuments aux morts
| Œuvre                                                    | Auteur                                              | Localisation               | Notes                                                   | Installation | Coordonnées                      | Illustration                                             |
| -------------------------------------------------------- | --------------------------------------------------- | -------------------------- | ------------------------------------------------------- | ------------ | -------------------------------- | -------------------------------------------------------- |
| Monument aux morts d'Afrique française du Nord           | ?                                                   | Place Gaston-Gérard        |                                                         | 1998         | 47° 19′ 29″ nord, 5° 03′ 54″ est | Image manquante                                          |
| Monument à la gloire des défenseurs de la ville de Dijon | Paul Cabet                                          | Place du Trente-Octobre    |                                                         | ?            | 47° 19′ 18″ nord, 5° 03′ 08″ est | Monument à la gloire des défenseurs de la ville de Dijon |
| Monument aux morts d'Indochine et de Corée               | ?                                                   | Place Gaston-Gérard        |                                                         | 2005         | 47° 19′ 33″ nord, 5° 03′ 56″ est | Image manquante                                          |
| Monument du souvenir de la libération                    | ?                                                   | Cours Fleury               | Char M4 Sherman « Dugay-Trouin » installé sur piédestal | ?            | 47° 19′ 45″ nord, 5° 02′ 36″ est | Monument du souvenir de la libération                    |
| Monument de la Victoire                                  | Eugène Piron, Henri Bouchard, Jean Dampt, Paul Gasq | Rond-Point Edmond-Michelet |                                                         | 1925         | 47° 18′ 31″ nord, 5° 02′ 46″ est | Monument de la Victoire                                  |

### Fontaines
| Œuvre                | Auteur            | Localisation        | Notes                                                          | Installation | Coordonnées                      | Illustration         |
| -------------------- | ----------------- | ------------------- | -------------------------------------------------------------- | ------------ | -------------------------------- | -------------------- |
| Fontaine du Bareuzai | Noël-Jules Girard | Place François-Rude | Comporte une statue, Le Vendangeur, œuvre de Noël-Jules Girard | ?            | 47° 19′ 20″ nord, 5° 02′ 20″ est | Fontaine du Bazeurai |
| Fontaine de Jeunesse | Max Blondat       | Place Darcy         |                                                                | 1905         | 47° 19′ 24″ nord, 5° 02′ 04″ est | Fontaine de Jeunesse |

### Œuvres diverses
| Œuvre                                                   | Auteur                                                 | Localisation                                            | Notes               | Installation | Coordonnées                      | Illustration    |
| ------------------------------------------------------- | ------------------------------------------------------ | ------------------------------------------------------- | ------------------- | ------------ | -------------------------------- | --------------- |
| À l'adresse                                             | Claude Rutault                                         | 37 rue de Longvic, façade du Consortium                 | Installation murale | 2012         | 47° 18′ 48″ nord, 5° 02′ 45″ est | À l'adresse     |
| Drapeaux                                                | Balthasar Burkhard                                     | Université de Bourgogne, entrée du pôle sportif         | Installation        | 1994         | à géolocaliser                   | Image manquante |
| Femme au miroir                                         | Loïc Raguénès                                          | 21-23 rue Alfred-de-Musset                              | Installation murale | 2011         | 47° 18′ 52″ nord, 5° 02′ 55″ est | Image manquante |
| Jaune Soleil, Bleu de France, Rouge Bordeau, Vert Olive | Bertrand Lavier                                        | Université de Bourgogne, bibliothèque Droit-Lettres     |                     | 1992         | 47° 18′ 50″ nord, 5° 04′ 01″ est | Image manquante |
| Méandre                                                 | Julije Knifer                                          | Université de Bourgogne, bibliothèque Droit-Lettres     |                     | 1990         | 47° 18′ 50″ nord, 5° 04′ 00″ est | Image manquante |
| Papier peint                                            | Marc-Camille Chaimowicz                                | 5 rue Crébillon                                         | Peinture murale     | 2013         | 47° 19′ 07″ nord, 5° 02′ 05″ est | Image manquante |
| Portraits                                               | Yan Pei-Ming                                           | Université de Bourgogne, restaurant universitaire Maret | Peintures           | 1993         | 47° 19′ 20″ nord, 5° 02′ 10″ est | Image manquante |
| Les Roseaux                                             | Loïc Raguénès                                          | 34 rue d'Auxonne                                        | Installation murale | 2011         | 47° 18′ 54″ nord, 5° 02′ 48″ est | Image manquante |
| Sans titre                                              | Dominique Marava                                       | Place Garibaldi                                         | Peinture murale     | 1986         | 47° 19′ 25″ nord, 5° 02′ 40″ est | Image manquante |
| La Vague, le Baiser, l'Étoile                           | Ida Tursic, Wilfried Mille, Loïc Raguénès, Cécile Bart | Angle boulevard Pascal / rue de Chateaubriand           | Installation        | 2010         | 47° 20′ 21″ nord, 5° 02′ 48″ est | Image manquante |